# Alosterna tabacicolor
Alosterna tabacicolor es una especie de escarabajo longicornio del género Alosterna, tribu Lepturini, subfamilia Lepturinae. Fue descrita científicamente por Degeer en 1775.
La especie se mantiene activa durante los meses de mayo, junio, julio y agosto.

## Descripción
Mide 5-10 milímetros de longitud.

## Distribución
Se distribuye por Albania, Alemania, Inglaterra, Austria, Bélgica, Bielorrusia, Bosnia y Herzegovina, Bulgaria, China, Croacia, Dinamarca, Escocia, España, Estonia, Finlandia, Francia, Grecia, Hungría, Irlanda, Italia, Kazajistán, Letonia, Lituania, Luxemburgo, Macedonia, Moldavia, Mongolia, Noruega, Países Bajos, Polonia, Rumania, Rusia, Serbia, Siberia, Sicilia, Eslovaquia, Eslovenia, Suecia, Suiza, República Checa, Turquía, Ucrania y Yugoslavia.